# Coccophagus gossypariae
Coccophagus gossypariae är en stekelart som beskrevs av Charles Joseph Gahan 1927. Coccophagus gossypariae ingår i släktet Coccophagus och familjen växtlussteklar.
Artens utbredningsområde är:
- Tyskland.
- Italien.
- Kazakstan.
- Moldavien.

Inga underarter finns listade i Catalogue of Life.